# Hans Illmer
Hans Illmer (* 18. Februar 1878 in Fiss, Tirol; † 10. März 1936 in Zams) war ein österreichischer Baumeister und Politiker.

## Leben
Hans Illmer studierte Architektur und Geodäsie bei Theodor Fischer an der Technischen Hochschule München und Stadtplanung bei Ewald Genzmer an der Technischen Hochschule Dresden. Ab 1910 war er Stadtbaumeister in Hall in Tirol. Von ihm stammen zahlreiche öffentliche Bauten in Hall und anderen Teilen Tirols. So entwarf er das Elektrizitätswerk im Halltal sowie das Krankenhaus und den Friedhof sowie das Kurmittelhaus in Hall, das als eines der bedeutendsten Zeugnisse der Architektur der frühen 1930er Jahre in Tirol gilt.
Von 1921 bis 1923 war Illmer Abgeordneter zum Tiroler Landtag, im November 1923 zog er für die Christlichsoziale Partei (CSP) in den Nationalrat ein, dem er bis Mai 1927 angehörte. Von 1930 bis 1933 übte er die Agenden eines Tiroler Landesrats aus.

## Bauten

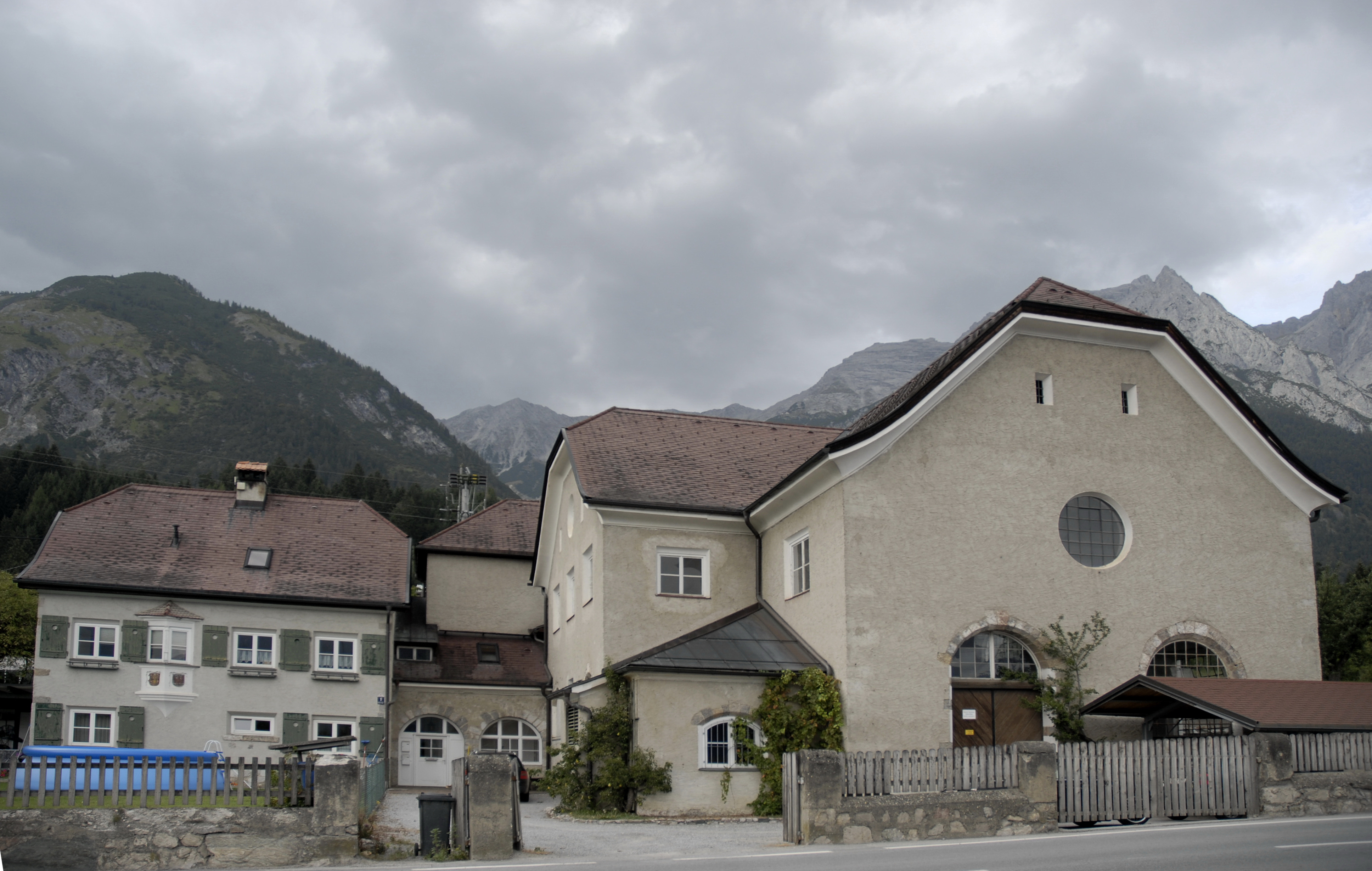
Elektrizitätswerk Hall (1911–1913)

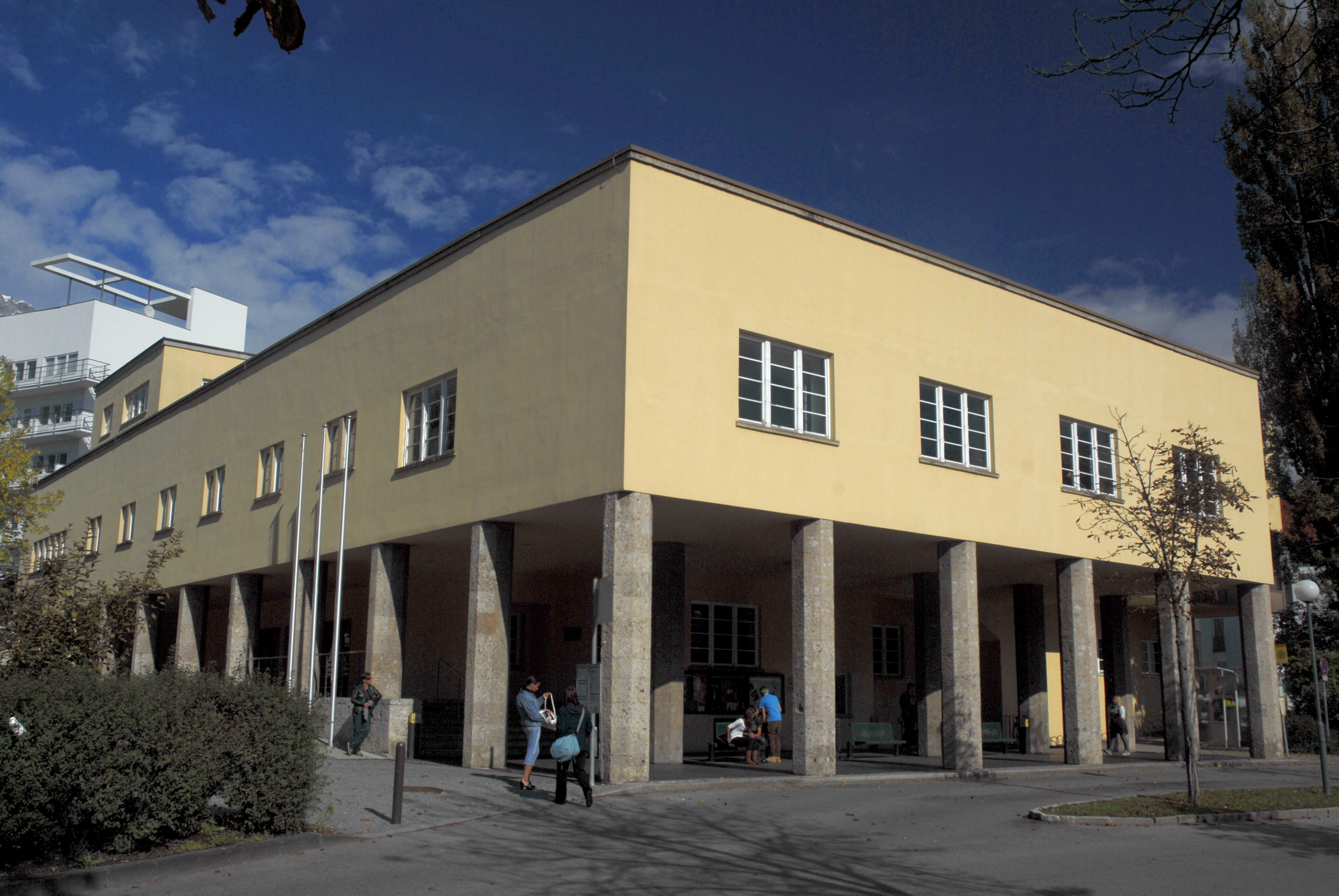
Kurmittelhaus Hall (1930–1931)

- Friedhof Hall, um 1900 (unter Denkmalschutz)[7][8]
- Gasthof Walderbrücke, Absam, 1911[9]
- Elektrizitätswerk der Stadt Hall, 1911–1913 (unter Denkmalschutz)[10]
- Stadtkino, Landeck, 1927–1928 (unter Denkmalschutz)[11]
- Kriegergedächtniskapelle, Fiss, 1928 (unter Denkmalschutz)[12]
- Haus Mussak, St. Anton am Arlberg, 1928–1929[13]
- Haus Stühlinger, Hall in Tirol, 1929[14]
- Haus General Szente, Hall in Tirol, 1929[15]
- Kurmittelhaus, Hall in Tirol, 1930–1931 (unter Denkmalschutz)[6]
- Hotel Fluchthorn, Galtür, 1930–1935 (2012 abgerissen)[16]
- Villa Resi, St. Anton am Arlberg, 1931[17]